# Vaajamaanlampi
Vaajamaanlampi är en sjö i kommunen Mäntyharju i landskapet Södra Savolax i Finland. Arean är 46 hektar och strandlinjen är 5,1 kilometer lång. Sjön  ingår i Vuoksens huvudavrinningsområde.   Den ligger omkring 53 kilometer söder om S:t Michel och omkring 160 kilometer nordöst om Helsingfors. 